# Fox 40
Fox 40 International Inc. è una società fondata da Ron Foxcroft a Hamilton, Ontario, Canada. Il prodotto a cui si deve la fama dell'azienda sono i fischietti, ma produce anche una gamma di accessori per lo sport e la sicurezza come paradenti, tabelloni per allenatori, prodotti stampati personalizzati, prodotti per la sicurezza marina e kit di pronto soccorso.

## Storia

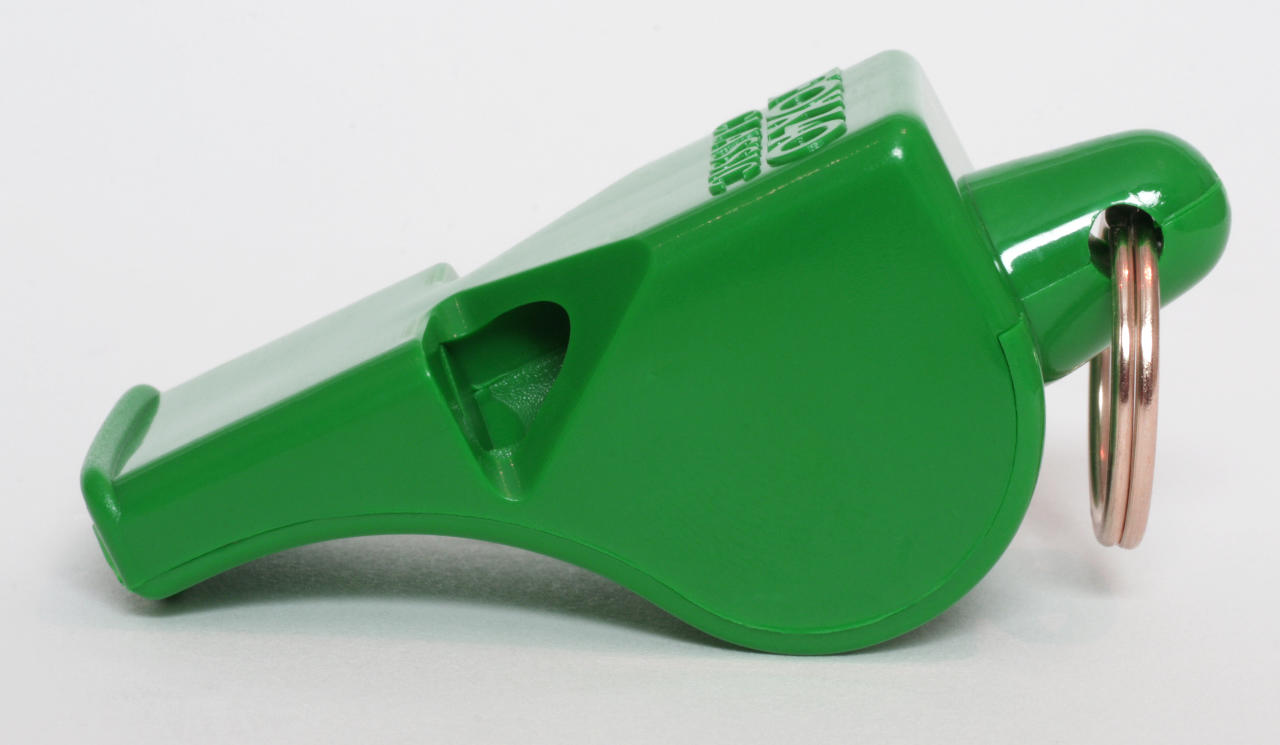
Fischietto Fox 40 Classic

All'età di 17 anni, la carriera calcistica di Ron Foxcroft si conclude a causa di un infortunio alla schiena. Egli però non abbandona lo sport diventando un arbitro di basket part-time. In questa veste sperimenta problemi con il fischietto, che come arbitro, assieme alla maglia a righe verticali, è un attrezzo indispensabile. Ha notato che la pallina all'interno del fischietto è la principale causa dei problemi. La pallina spesso gli impedisce di suonare il fischietto con forza o causa l'intasamento con sporco e acqua. Sembra sia stato ispirato a creare un fischietto senza pallina ("pealess") a seguito di un incidente in una partita internazionale (variamente segnalato come accaduto alle Olimpiadi estive del 1976 a Montreal o in una partita pre-olimpica del 1984 a San Paolo), in cui Foxcroft ha assistito a un fallo evidente ma non ha potuto fermare il gioco poiché il suo fischio è stato reso inutile da una pallina inceppata; il gioco è continuato e gli arbitri sono stati fischiati dagli spettatori.
Foxcroft decice di risolvere il problema e si reca in un'azienda di plastica alla ricerca di un fischietto migliore. L'azienda accetta di aiutarlo se egli fornisce un progetto. Foxcroft stila un elenco di caratteristiche chiave che voleva includere nel progetto del fischietto. Foxcroft assume Chuck Shepherd, un designer industriale, per progettare il fischietto. Dopo più di 14 prototipi viene trovata la soluzione. Molte delle caratteristiche che Foxcroft aveva elaborato nel suo elenco originale erano presenti nel prototipo finale. Foxcroft era fermamente convinto che tutti i fischietti dovessero essere di colori vivaci, come rosa o giallo, al fine di aumentare la visibilità della persona che fischiava, un'affermazione che sconcertò Chuck Shepherd. Alla fine quest'ultimo riuscì a convincere Foxcroft a eliminare questo requisito dalla sua lista. Foxcroft e Shepherd hanno ottenuto il brevetto numero 5816186 il 6 ottobre 1998 sotto Ronald Foxcroft e Charles Shepherd.
Foxcroft ha presentato il fischietto Fox 40 agli arbitri ai Giochi Panamericani del 1987 a Indianapolis, Indiana. Prima della fine dei giochi, Foxcroft aveva ordini per 20.000 fischietti.
Fox 40 è diventato il leader nella tecnologia dei fischietti vendendo 10.000 fischietti al giorno in 140 paesi.

## Tecnologia Pealess (senza pallina)
Il fischietto Fox 40 deve il suo potere alla tecnologia Pealess sviluppata da Foxcroft e Shepherd. Un normale fischio utilizza una pallina all'interno di una camera per creare un impulso nel fischio. Questi fischi producono meno suono e sono spesso bloccati da sporco, saliva, acqua o ghiaccio. Un forte colpo può far aderire il pisello alle pareti di una camera e non produrre alcun suono.
Il Fox 40 evita la tecnologia della pallina e non ha parti mobili, quindi non può incepparsi o congelarsi. Il Fox 40 può essere immerso in acqua e riportato in aria e soffiato immediatamente perché l'acqua defluirà naturalmente.
È preferito da marinai, bagnini e altre persone che lavorano in condizioni altrettanto intense. La FIFA raccomanda inoltre agli arbitri di utilizzare il fischietto per il suo suono unico e il design a tripla camera.
Il 40 in Fox 40 si riferisce all'età di Foxcroft all'epoca, convalidato dal fatto che la domanda di brevetto Foxcroft risale allo stesso anno in cui ha raggiunto i 40 anni di età.